# Giano dell’Umbria
Giano dell’Umbria – miejscowość i gmina we Włoszech, w regionie Umbria, w prowincji Perugia.
Według danych na rok 2004 gminę zamieszkiwały 3373 osoby, 76,7 os./km².